# Малиновий (Нижньосергинський район)
Мали́новий (рос. Малиновый) — селище у складі Нижньосергинського району Свердловської області. Входить до складу Кленовського сільського оселення.
Населення — 75 осіб (2010, 112 у 2002).
Національний склад станом на 2002 рік: росіяни — 80 %.